# Мулай Юсуф (1969)
Мулай Юсуф (араб. مولاي يوسف‎; род. 1969; Рабат, Марокко) — представитель династии Алауитов и Марокканский бизнесмен. Занимает 9 место в линии наследования престола.

## Происхождение
Мулай Юсуф — младший сын принца Мулай Али (1924—1988) и Лаллы Фатимы Зохры (1929—2014).
Его бабушка и дедушка по отцовской линии: Мулай Идрис (1908—1962), старший сын Султана Юсуфа, и Лалла Джумала. Его бабушка и дедушка по материнской линии — султан Мухаммед V (1909—1961) и Лалла Ханила бинт Мамун.
Поэтому он является двоюродным братом Мухаммеда VI по материнской линии и троюродным братом по отцовской линии.

## Биография
Он родился в 1969 году в Рабате. Он получил образование в Королевском колледже, в Рабате. Сообщается, что он находится в хороших отношениях с Мухаммедом VI. который назначил его советником. Также регулярно появляется вместе с монархом во время официальных визитов, например в Тунисе в июне 2014 года. Мулай Юсуф также является бизнесменом в стране. Ему принадлежит холдинг Blue Invest, контролировавшая «Tahiti Beach Club» в городе Касабланка.
Его состояние оценивается от 1 до 5 миллионов долларов.
Холост. Бездетен.